# Inkommenzurábilitás
Az inkommenzurábilitás szó szerint két dolog, mennyiség összemérhetetlenségét, összehasonlíthatatlanságát jelöli (ellentéte: a kommenzurabilitás).
Definíció szerint, két szakasz adott, egységnek választott szakaszra nézve (relatív értelemben) összemérhetetlen, ha nem mérhető fel rájuk egész számszor ugyanaz az egységnyi hosszúságú szakasz. Két szakasz pedig akkor inkommenzurábilis, azaz (abszolút értelemben) összemérhetetlen, ha bármekkora szakaszt is egységnek választva, minden ilyen szakaszra nézve összemérhetetlenek.
Két, vagy több szám, vagy szakasz akkor és csak akkor mérhető össze, ha páronként véve arányuk, illetve hosszaik aránya racionális szám. Véges sok racionális szám mindig összemérhető egymással, hiszen mindig található közös nevező.

## Példa
Például egy 40 cm hosszú és egy 2 m 20 cm hosszúságú szakasz összemérhetetlennek tűnik, ha a méterrudat használjuk egységként, de nem így van: például 20 cm-es egységben mérve, definíció szerint kommenzurábilisak (az egyik 2 egységnyi, a másik 11 egységnyi). Adott szakaszokat és egy egységnyi hosszúságú szakaszt véve remélhetjük, hogy az egységet egész számú részre osztva olyan új egységet kapunk, amely szerint már összemérhető a két szakasz. A fenti példát véve, azt is mondjuk, hogy a két szakasz hosszaránya 2/11.

## Inkommenzurábilitás a geometriában
Az euklideszi geometria szakaszaira általában nem igaz, hogy található közös egység, mely egész számszor felmérhető mindkettőre. Másképp fogalmazva: általában nem igaz, hogy tetszőleges szakaszpár hosszaránya kifejezhető racionális szám formájában. Például, az egyenlő szárú derékszögű háromszög átfogója és befogója ilyen szakaszok. Az euklideszi geometriában tehát léteznek inkommenzurábilis szakaszok.
Bizonyítás: indirekt módon, kétféleképpen is
Az első bizonyítás azon alapul, hogy vannak irracionális számok.
Feltesszük, hogy a szóban forgó arány racionális és kimutatjuk, hogy ez a feltevés ellentmondásra vezet. Nyugodtan választhatjuk az átfogó hosszát egységnyire, hiszen, ha az átfogó és a befogók hosszaránya racionális, akkor ez az arány minden egyenlő szárú derékszögű háromszögre racionális, mert ezek a háromszögek hasonlóak és így oldalhosszarányuk azonos. Mármost, ha az oldalhossz egységnyi, akkor a Pitagorasz-tétel szerint az átfogó éppen a kettes szám négyzetgyöke. Valóban, éppen ezt mondja a Pitagorasz-tétel: az befogók hosszának négyzetösszegét véve, ami jelen esetben kettő megkapjuk az átfogó négyzetét; ebből négyzetgyököt vonva az átfogó hossza adódik. Márpedig a kettő négyzetgyöke (az a szám, amelyet önmagával szorozva kettőt kapunk) nem racionális szám, nem fejezhető ki két egész szám hányadosaként. Ennek az állításnak a bizonyítása a racionális számokról szóló cikkben található.

Az állítás tisztán geometriai eszközökkel is belátható. 

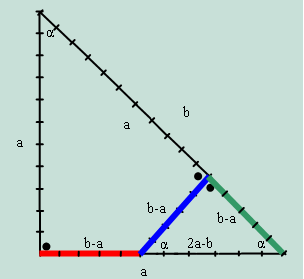

 A mellékelt ábra egy egyenlő szárú derékszögű háromszöget mutat, melynek átfogójára és befogójára a bizonyítandó állítással ellentétben mégiscsak sikerült egy közös egységet {\displaystyle a}-szor, ill. {\displaystyle b}-szer pontosan felmérni. Legyen ez a felmért egység a lehető leghosszabb ilyen felmérhető egység. (Leghosszabb közös egység létezik, ha közös egység létezik egyáltalán hiszen, ha nem elég hosszú az egység, akkor nyújthatjuk, de nem akármeddig, mert egyszer csak túljutnánk a megmérendő hosszon is -- valahol tehát meg kell állnunk.) Most az átfogóra mérjünk fel {\displaystyle a} egységet, vagyis a befogó hosszát. A maradék hossza {\displaystyle b-a} egység. Az átfogóra felmért {\displaystyle a} egység hosszú szakasz végpontjába állítsunk egy merőlegest, amely valahol metszi a vízszintes befogót. Vegyük észre a következőket: (1) a piros, a kék és a zöld szakaszok egyenlő, {\displaystyle b-a} egység hosszúságúak, (2) a kis háromszög és a nagy háromszög hasonlóak, (3) a kis háromszög átfogója {\displaystyle 2a-b} egység hosszúságú, vagyis a kis háromszög oldalaihoz is megfelelőnek látszik a használt egység. A kis háromszög méretét most arányosan a nagy háromszög méretére növelve azt kapjuk, hogy a lehető legnagyobbnak vélt közös egységből most kevesebb is elfér az oldalakon, mint gondoltuk. Ez ellentmondás. Ilyen egységek tehát nem létezhettek. Vagyis a befogó és az átfogó inkommenzurábilisek.

## Apüthagoreus iskolaés az inkommenzurábilitás
A pitagoreus iskola mélyen hitt abban, hogy minden, ami a valóságban létezik leírható számokkal. Mivel a görög matematika csak a racionális szám fogalmát ismerte, ezért ez előbbi állítás, legalábbis a geometriai szakaszokra vonatkozóan azt fejezte ki, hogy bármely két szakasz hosszaránya racionális. A görögök érezték, hogy ez egy olyan tétel, amit bizonyítani kell. A fenti állításnak azonban éppen az ellenkezője bizonyosodott be, mint azt az előző szakaszban megmutattuk.
Kiderült, hogy inkommenzurábilis az egyenlő szárú derékszögű háromszög befogója és átfogója. A pitagoreus filozófia ezt megsemmisítő csapásként élte meg. A legszörnyűbb az lehetett, hogy a pitagoreusok a saját pályájukon veszítettek, a saját eszközeikkel győzte le őket a matematikai keretek közé szoríthatni vélt valóság. Létezik az, hogy a természetben van valami, ami nem szám? Ráadásul éppen a geometriában, ami a pitagoreus filozófia egyes számú gyakorlótere volt.
Lehetséges, hogy pitagoreusoknak igazuk volt és minden szám. A számfogalom azonban, amit használtak nem volt alkalmas egy olyan filozófia tudományos megalapozására, mely szerint minden szám. Ha minden szám is, nem feltétlenül racionális szám. Mindenesetre a legenda szerint a pitagoreusok szigorúan őrizték az inkommenzurábilis mennyiségek titkát. Állítólag vízbe fojtották azt az embert, aki kifecsegte a titkot. Olyan ez, mint az atomizmussal, mely szerint az anyag oszthatatlan részecskékből áll. Lehet, hogy ez így van, de ezek az oszthatatlan részecskék nem azonosak azokkal a fizikai létezőkkel, amelyeket először atomoknak, oszthatatlanoknak gondoltak.